# Littlemore
Littlemore é um distrito e paróquia civil em Oxford, Inglaterra. A paróquia civil inclui parte de Rose Hill. É cerca de 2+1/2 milhas (1 km) sudeste do centro da cidade de Oxford, entre Rose Hill, Blackbird Leys, Cowley e Sandford-on-Thames. O Censo de 2011 registrou a população da paróquia como 5.646, com a ala eleitoral (que também inclui várias ruas no sul de Cowley) tendo uma população total de 6.441.

## História
Na Idade Média, e talvez antes, a maior parte de Littlemore era uma parte destacada da paróquia de Santa Maria a Virgem em Oxford. Entre 1517 e 1518 o priorado local ficou sujeito aos Escândalos do Priorado de Littlemore. O resto do município ficava na paróquia de Iffley. Littlemore não foi feito uma paróquia eclesiástica separada até 1847. Tornou-se uma paróquia civil em 1866.
Até o início do século 20, Littlemore era rural. Desenvolvimento extensivo começou na década de 1920 e continuou na década de 1950.

## Priorado de São Nicolau
No início do século XII, Sir Robert de Sandford fundou um priorado de freiras beneditinas em um pedaço de terra chamado Cherley. Dedicou-se originalmente a Santos Mary, Nicholas e Edmund, mas dentro de alguns anos isto reduziu-se a só São Nicolau. A localização de Cherley foi descrita de forma variada como Sandford ou Littlemore até meados do século XIII, após o que foi referido sempre como Littlemore.

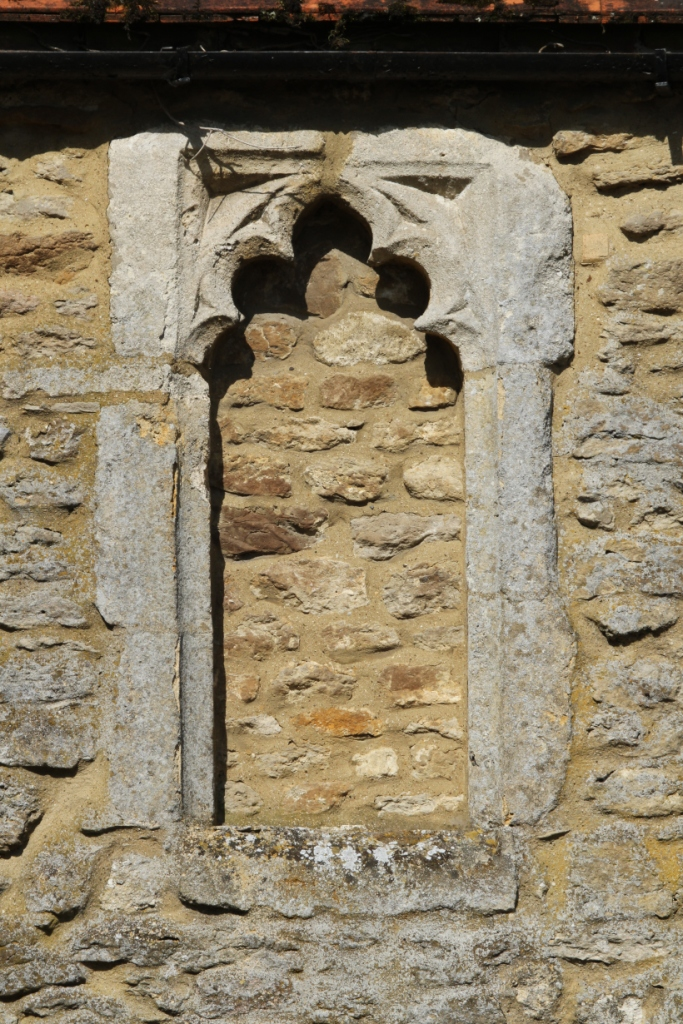
Uma janela do século XV bloqueada do dormitório do antigo convento, agora Minchery Farmhouse

Sir Robert dotou o priorado de seis virgens de terra na paróquia de Sandford. Os membros subsequentes da família de Sandford fizeram mais doações: outras nove virgens de terra em Sandford, 10 xelins por ano de Wytham, dízimos de Bayworth e Lambourn, e aterrissam em Garsington, Kennington, Sydenham, Oxfordshire e Liverton na paróquia de Chilton. Houve uma época em que o convento também reivindicou o advento da igreja paroquial de Santa Maria em Puttenham, Hertfordshire, e deteve terras em Bureweya ou Bergheia, na paróquia de Soham, em Cambridgeshire. O rei Henrique III pagou 40 xelins por ano para manter uma prebendária no convento e, em 1232, concedeu ao priorado um esconderijo de terra em Hendred.
Em 1445, o Dr. John Derby visitou o priorado em nome de William Alnwick, bispo de Lincoln. Sete freiras moravam lá, mas o dormitório estava em tão mau estado que não dormiram nele, por medo de que desmoronasse. As freiras estavam quebrando sua regra comendo carne todos os dias, três mulheres leigas estavam embarcando no priorado, e um monge cisterciense visitava e bebia com frequência com a prioresa.
Em 1517, Edmund Horde visitou o priorado em nome de um subseqüente bispo de Lincoln, William Atwater. Ele descobriu que a prioresa, Katherine Wells, tinha uma filha ilegítima, o pai era um padre que ainda a visitava, e Wells tinha tomado grande parte dos bens do priorado e penhorou seus objetos de valor para fornecer à menina um dote. Não havia comida, roupas ou dinheiro para as freiras. No último ano, outra das freiras tinha tido um filho ilegítimo cujo pai era um homem casado em Oxford. Algumas das outras freiras repreenderam Wells, mas ela respondeu colocando-as nos estoques.
Havia cinco freiras e Wells ordenara que todos dissessem ao sr. Horde que tudo estava bem. O bispo Atwater convocou e examinou Wells, que admitiu que essas irregularidades estavam acontecendo há oito anos. Atwater depôs-a, mas permitiu que ela permanecesse no posto por enquanto, contanto que não fizesse nada sem a aprovação do Sr. Horde. Nove meses depois do relatório do Sr. Horde, o Bispo Atwater visitou o próprio convento. Ele descobriu que Wells havia se vingado das freiras que tinham dito a verdade, colocando uma nas ações por um mês e chutando e socando outra freira na cabeça. Outra freira continuou a se comportar mal, brincando (lutando) com meninos no claustro e se recusar a parar. Quando ela foi colocada nos estoques como punição, três outras freiras a libertaram e queimaram as ações. Quando Wells tentou repreendê-los, os quatro escaparam do priorado por uma janela e foram ficar com os amigos por duas ou três semanas.

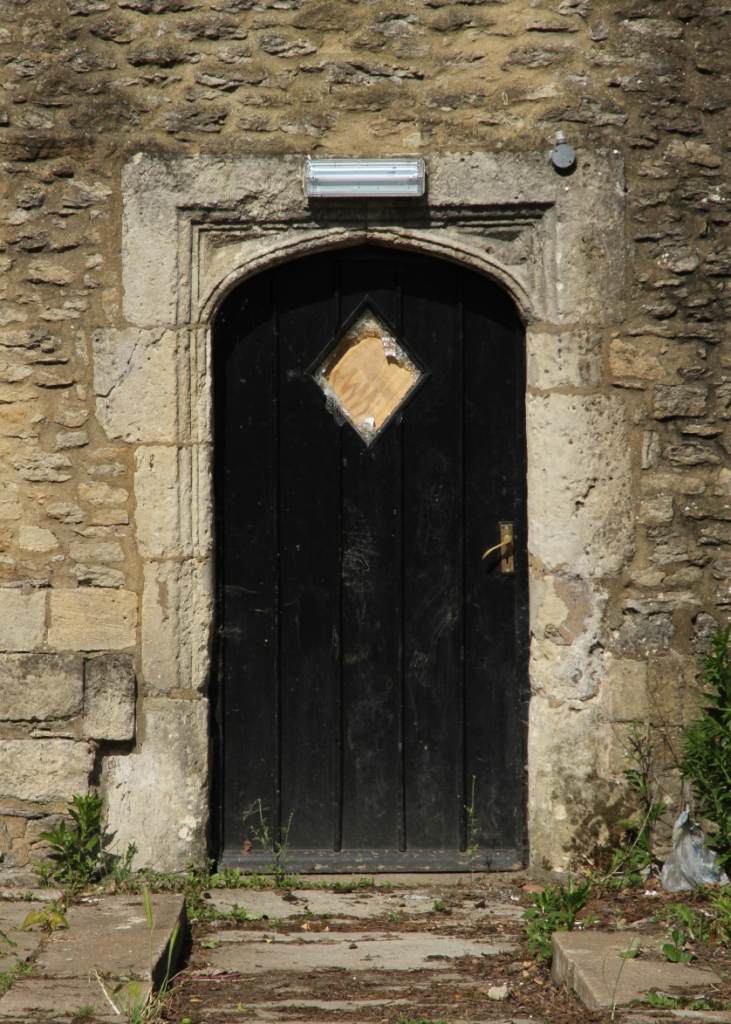
Porta leste do intervalo do dormitório do antigo convento, agora Minchery Farmhouse

Em 1524, Thomas Wolsey, o Lord Chancellor, recomendou que o convento fosse dissolvido. Em fevereiro de 1525, o convento foi dissolvido e a priora aposentada.

### Arqueologia
Em 1970, o historiador William Pantin publicou um plano conjectural da igreja do Priorado, do refeitório e de outros edifícios dispostos em torno de um claustro a oeste do edifício sobrevivente. Em 2012, o Projeto de Arqueologia e História de East Oxford escavou parte do Minchery Farm Paddock. Encontrou paredes de um edifício de pedra medieval bem construído em ângulos retos para a casa da fazenda. Achados de cerâmica fina, trabalhos em metal, azulejos decorados e ossos de animais sugerem que era um edifício doméstico. O edifício é aproximadamente onde Pantin postulou que o refeitório pode ter sido.
Em 2014, John Moore Heritage Services encontrou e escavou o local da igreja do Priorado. Foi construído no século XIII, com coro, torre central, nave, campanário e transepto norte. Uma igreja menor do meio do século XII pode ter estado no local antes da construção do século XIII, mas a evidência disso não foi conclusiva.
Noventa e dois enterros humanos foram encontrados no site. A maioria estava dentro da igreja: no coro, no transepto norte e na nave. O restante ficava a leste do coro. 35 dos enterros eram do sexo feminino e 28 eram do sexo masculino. O sexo dos 29 restantes não foi determinado. Um enterro foi em um calcário, posicionado sob o que teria sido o centro da torre, e continha os restos de uma mulher de 45 anos ou mais. Ela é provável que tenha sido uma prioress. Outro enterro perto do extremo oeste da nave era uma mulher com idade entre 19 e 25 anos, deitada de bruços. Parte da sepultura havia sido perturbada, suas pernas estavam faltando e o corpo de uma criança estava enterrado onde eles estavam.

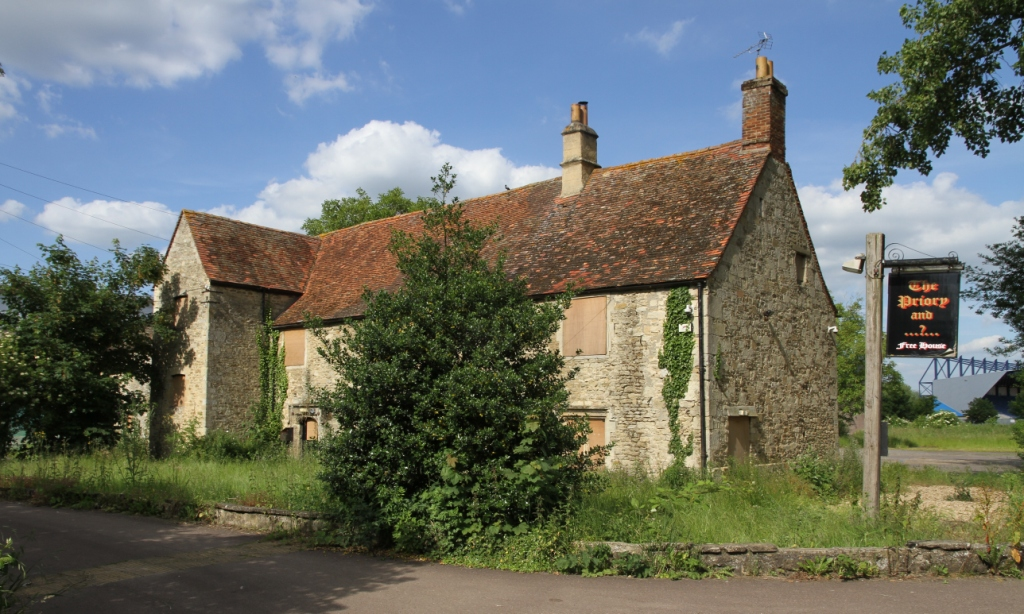
Minchery Farmhouse, ultimamente o pub Priory

Um edifício do convento sobrevive. Foi identificada como a faixa leste do garth claustro, com a casa do capítulo e outras salas no térreo e o dormitório das freiras no primeiro andar. Em cerca de 1600 foi remodelado como Fazenda Minchery. Mais tarde, foi prorrogado, provavelmente no final do século XVIII. Como Littlemore tornou-se mais desenvolvido, a casa foi transformada em um clube de campo e depois no pub Priory, que foi fechado em 2013. A casa é agora um edifício listado como Grade II *.

## Igrejas

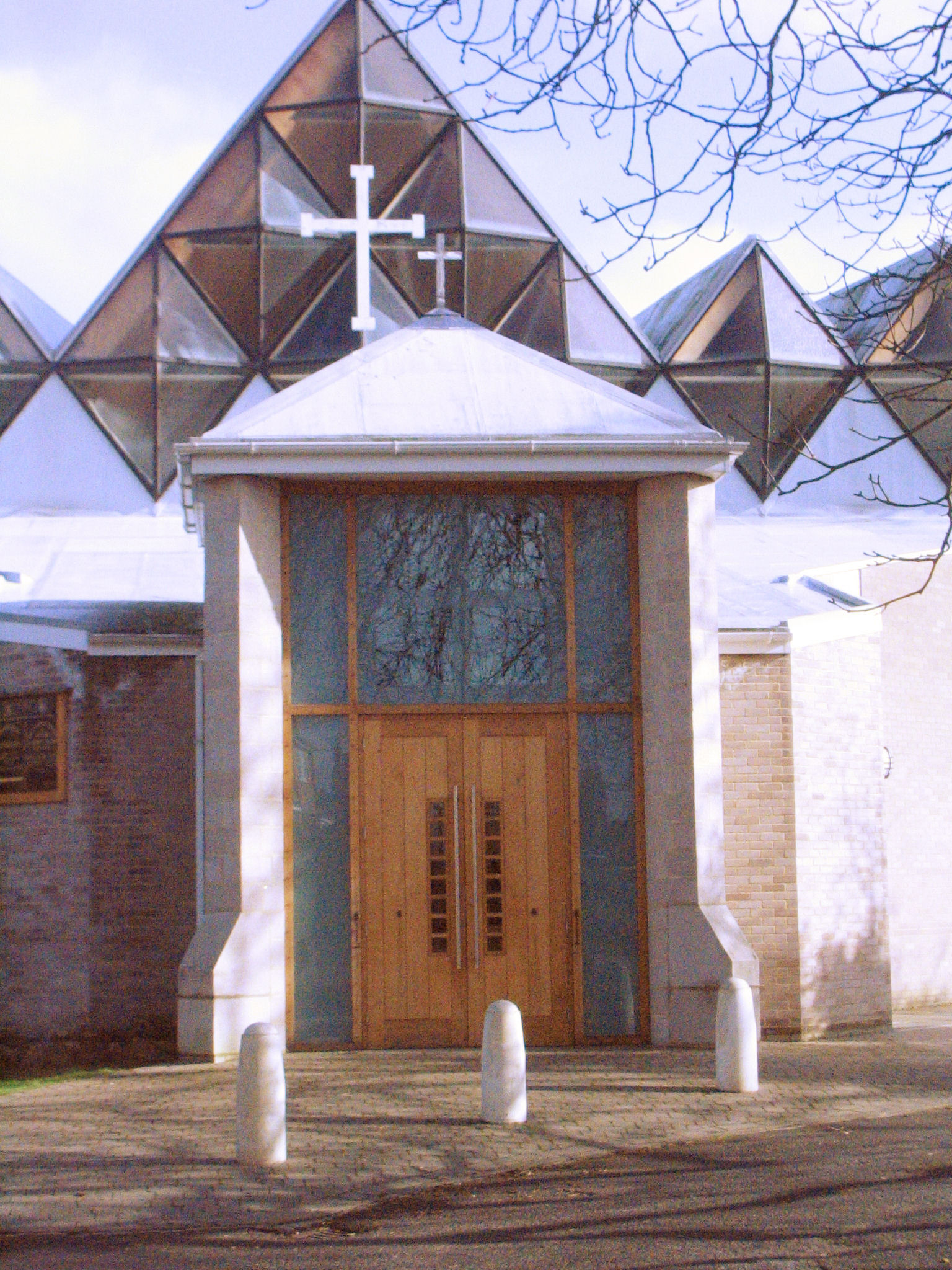
Igreja Católica Romana do Beato Domingos Barberi

O convento de São Nicolau tinha uma igreja do priorado, mas até o século XIX, Littlemore não tinha igreja paroquial. Em 1828, John Henry Newman foi nomeado vigário de Santa Maria e ele começou a agitar por uma igreja separada em Littlemore. A nova igreja paroquial de Santa Maria e São Nicolau foi projetada pelo arquiteto H. J. Underwood, construída em 1835 e consagrada em 1836. A capela-mor e a torre nordeste foram adicionadas em 1848 e a sacristia em 1918. A igreja está em estilo neogótico e se tornou um modelo para igrejas menores da época.

### católico romano
A Igreja Católica Romana do Beato Domingos Barberi foi construída em 1969.

## Hospital Littlemore
O Littlemore Hospital estava localizado na Sandford Road, no lado sudoeste da vila. Depois que fechou, alguns dos blocos traseiros foram adquiridos por Yamanouchi (agora Astellas Pharma) para uso como um centro de pesquisa mas depois vendido em 2008 para o Instituto SAE para uso como estabelecimento de treinamento. Enquanto isso, o Centro de Saúde Mental de Littlemore, que inclui a Unidade de Terapia Intensiva Psiquiátrica Ashurst (PICU), foi estabelecido no lado oposto da estrada.

## Estrada de ferro
A Wycombe Railway abriu a Estação ferroviária de Littlemore em 1864 como parte de sua extensão de Thame para Oxford.
Em 1963, a British Railways retirou os serviços de passageiros entre Princes Risborough e Oxford e fechou todas as estações intermediárias, incluindo Littlemore. A linha através de Littlemore continua aberta para o tráfego de carga entre a linha principal da Didcot - Oxford na Kennington Junction e a fábrica da BMW Mini em Cowley.

## Residentes notáveis

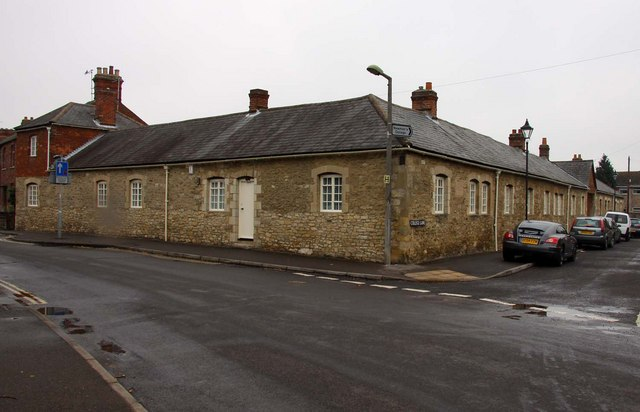
O Colégio

### John Henry Newman
Littlemore pode ser mais conhecido pelo trabalho do Cardeal Newman, cuja ligação com a aldeia começou em 1828, quando ele foi nomeado vigário de Santa Maria, a Virgem e logo começou a dar aulas para os residentes de Littlemore. Ele organizou uma petição bem-sucedida para construir uma nova igreja. De 1842 a 1846, Newman viveu em Littlemore, em uma casa em College Lane, sob uma regra rígida de disciplina monástica. Lá ele assumiu ordens com a Igreja Católica Romana (uma sensação na época), e foi aceito na fé pelo padre Dominic Barberi, um proeminente ativista passionista na Inglaterra na época. O Oratório de Birmingham comprou a propriedade em 1951, e os membros de uma Ordem Religiosa Internacional são residentes e guardiões do Colégio.

### Outros residentes
O sindicalista Henry Broadhurst (1840-1911) nasceu na aldeia, filho de um pedreiro local.
O historiador local Edmund Arnold Greening Lamborn viveu em 34 Oxford Road, Littlemore de 1911 a 1950.